# Tim Pauwels (wielrenner)
Tim Pauwels (Ekeren, 21 november 1981 – Erpe-Mere, 26 september 2004) was een Belgisch veldrijder. 
Tim Pauwels was de oudere broer van de wereldkampioen bij de beloftes Kevin Pauwels. Zelf reed hij nog zonder contract, maar wel bij dezelfde ploeg als zijn broer en onder meer Bart Wellens. Op 26 september 2004 overleed Pauwels na een val tijdens de eerste wedstrijd van het nieuwe seizoen in Erpe-Mere. Volgens artsen kreeg hij kort voor zijn val een hartaderbreuk.
Jacobs · T.Pauwels · K.Pauwels · Raeymakers · Van Santvliet · Vervecken · B.Wellens · G.Wellens
Drucker · Jacobs · T.Pauwels · K.Pauwels · Raeymakers · Van Santvliet · Vervecken · B.Wellens · G.Wellens